# Ángel de las Heras
Ángel de las Heras Díaz es un ex ciclista profesional español. Nació en Toledo el 19 de julio de 1957. Fue profesional entre los años 1981 y 1987.
Su mayor logro como profesional fue la victoria en la general final de la Vuelta a Burgos de 1983. En la Vuelta ciclista a España 1984 finalizó segundo en la novena etapa, con final en Soria, solamente superado por su compañero de escapada, el italiano Orlando Maini.
Entre 1991 y 2000 fue director del Equipo Ciclista Seguros Soliss.

## Palmarés
1983
- Vuelta a Burgos

## Equipos
- Hueso-Manzaneque (1981)
- Kelme (1982-1983)
- Hueso (1984-1985)
- Zahor Chocolates (1986-1987)